# Belladonna (banda)
Belladonna es una banda de rock noir que se formó durante febrero de 2005 en Roma, Italia. Los miembros actuales de la banda son los fundadores Luana Caraffa (voz) y Dani Macchi (guitarra), así como Licia (piano), Tam (bajo) y Mattia(batería).
Siendo una de las bandas más escuchadas en Myspace, su primer auto-producido álbum Metaphysical Attraction ingresó a la votación de los 2008 Grammy Awards. Ellos han publicado seis álbumes y varios sencillos, incluyendo Let There Be Light, escrito y grabado con el compositor de cine Británico Michael Nyman. Ellos han recorrido todo el mundo, presentándose en el SXSW y siendo apoyados por Nine Inch Nails, Siouxsie And The Banshees, The Mars Volta, y Dita Von Teese. La música de Belladonna ha sido usada en los tráileres de las principales películas de Hollywood, incluyendo Minions, Split, My Cousin Rachel, Godless, La Torre Oscura, Black Panther, y Fahrenheit 11/9.
Sus canciones exploran temas tales temas como el asesinato, el misterio, la reencarnación, y la magia. En el 2005 la banda recibía miles de reproducciones de sus canciones en su reproductor del Myspace al día. Para el 2006, la música de Belladonna se hizo tan popular que fueron la banda italiana independiente más escuchada en Myspace.
Su álbum es dirigido por la voz de Luana. "Somos definitivamente un conjunto de rock" dice Luana "Pero el punto es que la música de nuestra banda es rock noir sensual, dramático, misterioso, es la definición más apropiada."

## Carrera
Belladonna se formó el 14 de febrero de 2005 en Roma. Durante el curso de varios meses, escribieron y grabaron algunas canciones en inglés, las cuales se convertirían en su primer álbum 'Metaphysical Attraction'.
Belladonna creó una cuenta de Myspace en octubre del 2005
representando canciones de su álbum y la popularidad de la banda creció en una tasa que sorprendió al quinteto italiano.

"Empezó lentamente y entonces ganó rápidamente ímpetu" recuerda Luana. "Nuestras canciones son reproducidas miles de veces al día, haciéndolo más como una radio web, que como un perfil de bandas".1

"Absolutamente, no podemos ofrecer una explicación de ello" añade Dani " Tal vez en el mundo de hoy de angustia de pseudorock and roll previamente envasada que escribimos y cantamos del corazón, nos hace sonar diferentes a alguien más, 'único' es en realidad la palabra más usada para describir nuestra banda según nuestros comentarios del MySpace. ¡Estos días ansiamos algo verdadero y genuino, más que nunca!".1

### Belladonna en MySpace
En los meses mientras creaban su Myspace en el 2005, ya tenían miles de amigos en el Myspace. Dentro de un año ese número creció a decenas de miles y Belladonna fue la banda italiana más escuchada en el mundo del Myspace después de Lacuna Coil. Como una banda independiente, se mantuvieron en 1.er lugar según el top de las mejores bandas italianas independientes. Mientras su popularidad crecía, Belladonna distribuyó independientemente "Metaphysical Attraction" en Myspace después de grabar 11 canciones en el estudio de Dani "Foreverland" en Roma, Italia.
Mientras crecía el estado de celebridad en el 2006, ellos fueron entrevistados por varios medios de comunicación principales como GQ. La revista Glamour publicó un reportaje gráfico de dos páginas con información sobre la banda y su sensacional popularidad en el MySpace. A principios del 2007 la televisión nacional italiana 'La7', resonó su en una historia de noticias que los describió como "la banda italiana más escuchada de MySpace ".

### Metaphysical Attraction
Belladonna se formó el 14 de febrero de 2005 en Roma, Italia por Luana Caraffa y Dani Macchi.
Durante estos meses Belladonna escribió y grabó varias canciones y una vez que se convirtieran en su primer álbum completo: Metaphysical Attraction. Fue durante este tiempo de transformación cuando Luana y Dani crearon un nuevo género musical: Rock Noir.

### The Noir Album
En junio de 2008 Belladonna colaboró con Sylvia Massy en los estudios Radiostar en Estados Unidos para grabar su tan esperado segundo álbum. Sylvia Massy ha producido bandas tales como Tool, System of a Down, Skunk Anansie y Johnny Cash. En diciembre del mismo año Belladonna se embarcó en una gira promocional que incluyó un show en The Fly en Londres.
El segundo álbum de Belladonna The Noir Album fue lanzado el 6 de marzo de 2009. La banda hizo shows en el Key Club de Los Ángeles (CA) el 16 de marzo y en el South by Southwest Festival (SXSW) en Austin, Texas el 18 de marzo. En mayo de 2009 Belladona apareció en la portada de la revista estadounidense Muen con Lacuna Coil. Desde septiembre de 2009, el primer sencillo del álbum Till Death do us part se emitió en la BBC Four de Reino Unido, donde el cantante de Iron Maiden, Bruce Dickinson lo emitió en su programa Friday Rock Show.

### Gira alrededor del mundo
En junio de 2009, Belladonna participó como invitada especial en la banda Loaded del bajista de Guns N 'Roses / Velvet Revolver, Duff McKagan, y en un festival de música al aire libre en Milán con Mars Volta, Korn y Nine Inch Nails.
En octubre de 2009, Belladonna actuó en el Teatro Fonda de Los Ángeles junto a otros artistas italianos de renombre como Franco Battiato, Giovanni Allevi y Afterhours.
El 26 de noviembre de 2009, Belladonna se presentó en el Reino Unido en The Garage de Londres. 
En 2010, Belladonna realizó una gira por Bélgica por primera vez y el Reino Unido por segunda vez, y tocó regularmente en Italia.

### Su colaboración con Michael Nyman
En diciembre del 2010 Belladonna dio a conocer su sencillo 'Let there be Light' en colaboración con el compositor inglés Michael Nyman basado en la canción The heart asks pleasure first banda sonora de la película de Jane Campion 'The Piano'. El mismo Nyman toca el piano en esta canción.

### And There Was Light
En agosto del 2010 la banda empezó con la preproducción de su tercer álbum 'And There Was Light' el cual grabaron en noviembre en Los Ángeles, producido por Dani Macchi con la ayuda del productor nominado al Grammy Alex Elena y del ingeniero del álbum de Metallica 'Metallica' Mike Tacci, y mezclado por Macchi en estudio de la banda en Roma.
Imani Coppola y Ruby Friedman son invitados en este álbum hablando palabras del ocultista Aleister Crowley y del psicólogo alemán Carl Jung.
En mayo del 2011 este álbum fue lanzado a iTunes para todo el mundo y entra al Top 100 de iTunes y alcanza el primer lugar en la tabla de CD Baby de los mejores discos de rock más vendidos en todo el mundo.

### Gira por Europa
Belladonna realizó una gira por Europa a lo largo del 2012, realizaron conciertos en Austria, Suiza, Italia, Luxemburgo, Holanda, Bélgica, Alemania y República Checa.
En mayo de 2012, el guitarrista de Belladonna, Dani Macchi, fue elegido el Mejor Guitarrista de Indie Italiano en una encuesta realizada por MEI, la Asociación Italiana de Sellos Independientes.

### El sencillo de Sweet Child O' Mine
En marzo de 2013, Belladonna lanzó un cover de la canción Guns N' Roses Sweet Child o' Mine y se encontraba disponible en iTunes, y para descargar libremente por su página en SoundCloud.

### Shooting Dice with God
El 22 de abril de 2013, Belladona lanzó su cuarto álbum Shooting Dice with God. El vídeo del primer sencillo del álbum, Karma Warrior, fue presentado como un preestreno exclusivo para la el sitio web de la revista Rolling Stone Italia.
La banda inmediatamente inició una gira por toda Europa para respaldar el lanzamiento del nuevo álbum.
El 26 de febrero de 2014, Belladonna realizó un espectáculo en The Borderline, el legendario lugar de eventos de rock de Londres.

### El sencilloUndress Your Soul
El diez de junio de 2015, Belladonna lanzó Undress Your Soul, una canción escrita y producida en colaboración con el renombrado compositor Pasquale Catalano, basada en la música de la serie de culto italiana Romanzo Criminale - La serie. El videoclip de la canción debutó en la página web del periódico más vendido de Italia La Repubblica.

### El sencillo The God Belowen un anuncio deMinionspara la televisión
En julio de 2015, el sencillo de Belladonna The God Below fue usado en el anuncio televisivo internacional Cincuenta Sombras de Amarillo de la película animada Minions.

### The Orchestral Album
El 23 de marzo de 2016, la banda lanzó The Orchestral Album, presentando diez canciones de su catálogo completamente re-arreglado y grabado con una orquesta presentando algunos de los músicos orquestales de Ennio Morricone y conducida por la arreglista y directora kazajo Angelina Yershova, quien coprodujo el álbum con el guitarrista de Belladonna y productor Dani Macchi.

### The Belladonna Soundscape Collection Vol.1
En 2017, Belladonna lanzó The Belladonna Soundscape Collection Vol.1, un lanzamiento exclusivo para la industria del cine con 200 piezas instrumentales grabadas usando únicamente elementos originales de sus álbumes. Durante el transcurso del mismo año, algunas piezas de esta colección fueron usadas en los avances y anuncios televisivos en películas de gran presupuesto de Hollywood como Fragmentado, Mi prima Rachel, y La Torre Oscura. Más tarde, la banda recibe el encargo de realizar la música para el avance de la película de Marvel Black Panther, lanzado en octubre de 2017.

### El sencilloSpiders of Gomorrahen un avance de Netflix
En noviembre de 2017, Belladonna lanzó el sencillo Spiders of Gomorrah. La canción se presentó en un avance la serie de Netflix Godless.

### El guitarrista de Belladonna enLa voz de Italiay en el avance deFahrenheit 11/9de Michael Moore
En 2018, el guitarrista de Belladonna, Dani Macchi fue elegido por la cantante de Lacuna Coil, Cristina Scabbia, para ser el entrenador vocal de su equipo en la edición de 2018 del show de talentos La Voz de Italia. En agosto de 2018, Dani Macchi aparece en el avance de la película dirigida por Michael Moore Fahrenheit 11/9, realizando una versión de rock de The Star Spangled Banner.

### No Star Is Ever Too Far
En enero de 2019, la banda lanzó su sexto álbum No Star Is Ever Too Far. Tres de sus canciones han sido usadas para películas y avances de alcance internacional: The Turing Sniper aparece en Remember Me, My Love, un drama dirigido por Gabriele Muccino y protagonizado por Monica Belluci; Black Beauty aparece en el documental dirigido por Michael Moore Fahrenheit 11/9; y We Belong To Hell está incluida en el anuncio televisivo internacional del thriller Mi prima Rachel.

### La subasta porTNFdeNew Future Travelogue
El 17 de marzo de 2021 Belladonna realizó una subasta de su nuevo sencillo New Future Travelogue y se convirtieron en los primeros artistas del mundo en realizar una subasta como un TNF (token no fungible) de 1-de-1, convirtiendo al ganador de la subasta en la única persona en poseer una copia de la canción, incluyendo en la venta los derechos de autor de la misma.

## Filmografía
Black Swan (2005) - es un cortometraje producida por ellos mismos. Dirigida por Dani y representando a Luana como la despiadada agente Rosabel, el corto de ocho minutos representa tres canciones; "Black Swan", "Foreverland" y "Holy Flame" que fueron específicamente escritas y grabadas para esta película, deliverando una historia musical con una atmósfera teatral.
Remember Me, My Love (2003) -Su canción "Killer" (versión italiana) se escuchó en esta película de Gabriele Muccino. Un video promocional de esta versión de "Killer" fue hecho por el director australiano Richard Lowenstein, que también ha dirigido videos de U2. En ese tiempo, Belladonna eran conocidos bajo el nombre de Zoo Di Venere.

## Integrantes

### Miembros actuales
- Luana Caraffa - voz
- Dani Macchi - guitarra
- Martina Petrucci - piano
- Anastasia Angelini - bajo
- Mattia Mari - batería

### Miembros antiguos
- Licia Missori - piano
- Tam Scacciati - bajo

## Discografía
Metaphysical Attraction - Álbum autoproducido - 14 de febrero de 2006
| Metaphysical Attraction         |
| ------------------------------- |
| 1. Black Swan                   |
| 2. Mystical Elysian Love        |
| 3. Resurrect My Soul            |
| 4. Foreverland                  |
| 5. Houdini                      |
| 6. Ghost                        |
| 7. I Wanna Be Your God          |
| 8. Mrs. Hyde                    |
| 9. Password To Heaven           |
| 10. Beyond The Realms Of Reason |
| 11. Morpheus                    |
|                                 |

The Noir Album - Álbum autoproducido - 2009
| The Noir Album                  |
| ------------------------------- |
| 1. Alchemical Romance           |
| 2. Love me till I die           |
| 3. Phoenix Rising               |
| 4. Till Death Do Us Part        |
| 5. A Manhattan Tale             |
| 6. My Golden Dawn               |
| 7. Holy Flame                   |
| 8. What Lies Within             |
| 9. Lust Never Sleeps            |
| 10. The Best Tears Of Our Lives |
| 11. Pure Belladonna             |
|                                 |

Single 'Let There Be Light' - 2010
| Let There Be Light                          |
| ------------------------------------------- |
| 1. Let there be Light (Feat. Michael Nyman) |

And There Was Light - Álbum autoproducido - 2011
| And There Was Light       |
| ------------------------- |
| 1. Last Night I Died      |
| 2. Morning Star Blues     |
| 3. Stiletto               |
| 4. I Feel Life            |
| 5. The Origin of all Evil |
| 6. My Sweet Nepenthe      |
| 7. You and I are One      |
| 8. Song for Tania         |
| 9. Ballerina              |
| 10. Be My Star            |
| 11. Icarus Blues          |
| 12. My Forlorn Flight     |
| 13. Spirit Dancer         |
| 14. And There was Night   |
| 15. Sirens                |
| 16. Violet the Light      |
| 17. A Pyromantic Sonnet   |
| 18. Phosphorus Rising     |
| 19. Damn Your Love        |
| 20. And There Was Light   |
|                           |

## Sitios
Sitios Oficiales
- http://www.belladonna.tv
- http://www.facebook.com/belladonnaband
- http://www.myspace.com/wwwbelladonnatv
- http://www.youtube.com/BelladonnaTV
- http://www.cdbaby.com/cd/belladonnatv2/